# Alphonse Parfondry
Alphonse Parfondry (1896, data de morte desconhecida) foi um ciclista belga. Representou seu país, Bélgica, nos Jogos Olímpicos de Verão de 1924, conquistando a medalha de prata no contrarrelógio por equipes, junto com Henri Hoevenaers e Jean van den Bosch. Na prova de estrada individual, finalizou em sexto lugar.